# Сент-Луїс (лайнер)
«Сент-Луїс» — судно, яке набуло популярності завдяки так званої «Подорожі проклятих» — невдалій спробі єврейських емігрантів уникнути нацистського переслідування.

## Історія судна
Корабель був збудований у Бремені на верфі «Вулкан» на замовлення Гамбурзького Американського пароплавства. Це було дизельне судно, що, відповідно, було вказано у його назві як «MS» або «MV». Часто також воно згадується під назвою «SS St. Louis». Сент-Луїс був призначений як для трансатлантичних подорожей, так і для круїзного відпочинку. Корабель виконував регулярні трансатлантичні рейси з Гамбурга до Галіфакса і Нью-Йорка, а також круїзні рейси до Вест-Індії.

## Плавання приречених

### Перед відправленням
Після подій Кришталевої ночі (початок листопада 1938 року) німецьким євреям стало очевидно, що з Німеччини необхідно утікати якнайшвидше. Одна з небагатьох можливостей, що залишилися, — еміграція до Сполучених Штатів Америки, але й вона була обмежена щорічними імміграційними квотами. Люди записувалися в так званий лист очікування і виїжджали до США лише з підходом черги. В умовах гітлерівського режиму чекати протягом кількох місяців або навіть років дозволу на виїзд було рівносильно загибелі.

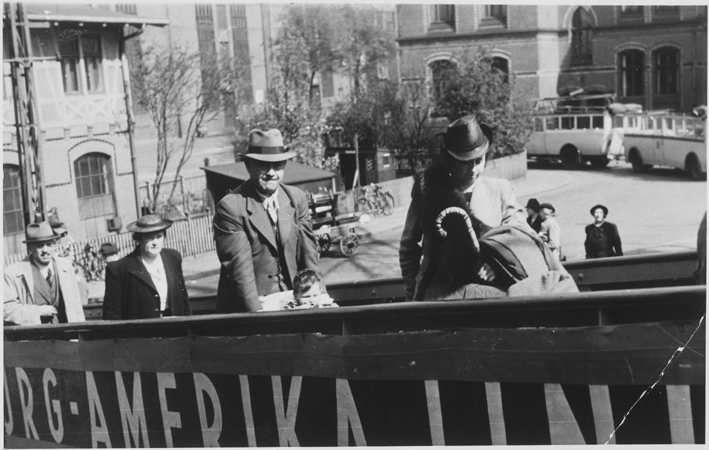
Посадка на борт у порту Гамбурга

У травні 1939 року близько 900 німецьких євреїв придбали квитки на корабель «Сент-Луїс», що прямував рейсом на Кубу, разом із дозволом на тимчасове проживання, розраховуючи вже в безпеці на Кубі дочекатися своєї черги на отримання американської візи.
Квиток коштував дорого, і багато родин могли відправити за кордон тільки когось одного — для того, щоб після прибуття він спробував забрати з Німеччини решти родини. Деякі євреї потрапили на корабель безпосередньо з концентраційних таборів, звідки їх дивом вдалося викупити родичам.

### Політична ситуація на Кубі та в Америці
Кубинська економіка 1939 року перебувала у стані депресії, робочих місць не вистачало; в умовах ксенофобських та антисемітських настроїв у кубинців наростали як під впливом німецьких агентів, і завдяки діяльності Кубинської нацистської партії. Зокрема, 8 травня 1939 року в Гавані було організовано масову антисемітську демонстрацію, в якій брали участь близько 40 тисяч осіб.
Незважаючи на цю обставину, Мануель Бенітес, керівник кубинського імміграційного управління, скориставшись наявною у нього можливістю видавати звичайні туристичні візи, продавав їх пасажирам «Сент-Луїса» за непомірно завищеною ціною під виглядом дозволів на постійне проживання, зібравши таким чином понад півмільйона доларів..
На момент відправлення «Сент-Луїса» з Німеччини ці візи вже не мали законної сили, оскільки кубинський президент Федерико Ларедо Брю дізнавшись про махінації Бенітеса, прийняв поправку до закону, що анулювала видані ним візи. Але ні судова команда, ні пасажири не знали про те, що вони вирушають на Кубу з документами, які втратили чинність ще до початку плавання.
В Америці в цей час все ще відчувалися наслідки Великої депресії, зокрема, сильним був страх перед безробіттям і існувало уявлення, що «іммігранти забирають роботу». Не бажаючи вступати в можливу жорстку конфронтацію з Конгресом, президент Франклін Рузвельт не збільшував імміграційні квоти навіть мінімально.
Ще суворішою була імміграційна політика Канади, до влади якої також зверталися пасажири пароплава — Фредерік Блер, директор імміграційної служби, проводив політику обмеження імміграції за расовою ознакою, і євреї в його очах були небажаними (у чому його підтримувала тодішня політична еліта Канади).

### Відправлення з Гамбурга та плавання через Атлантику

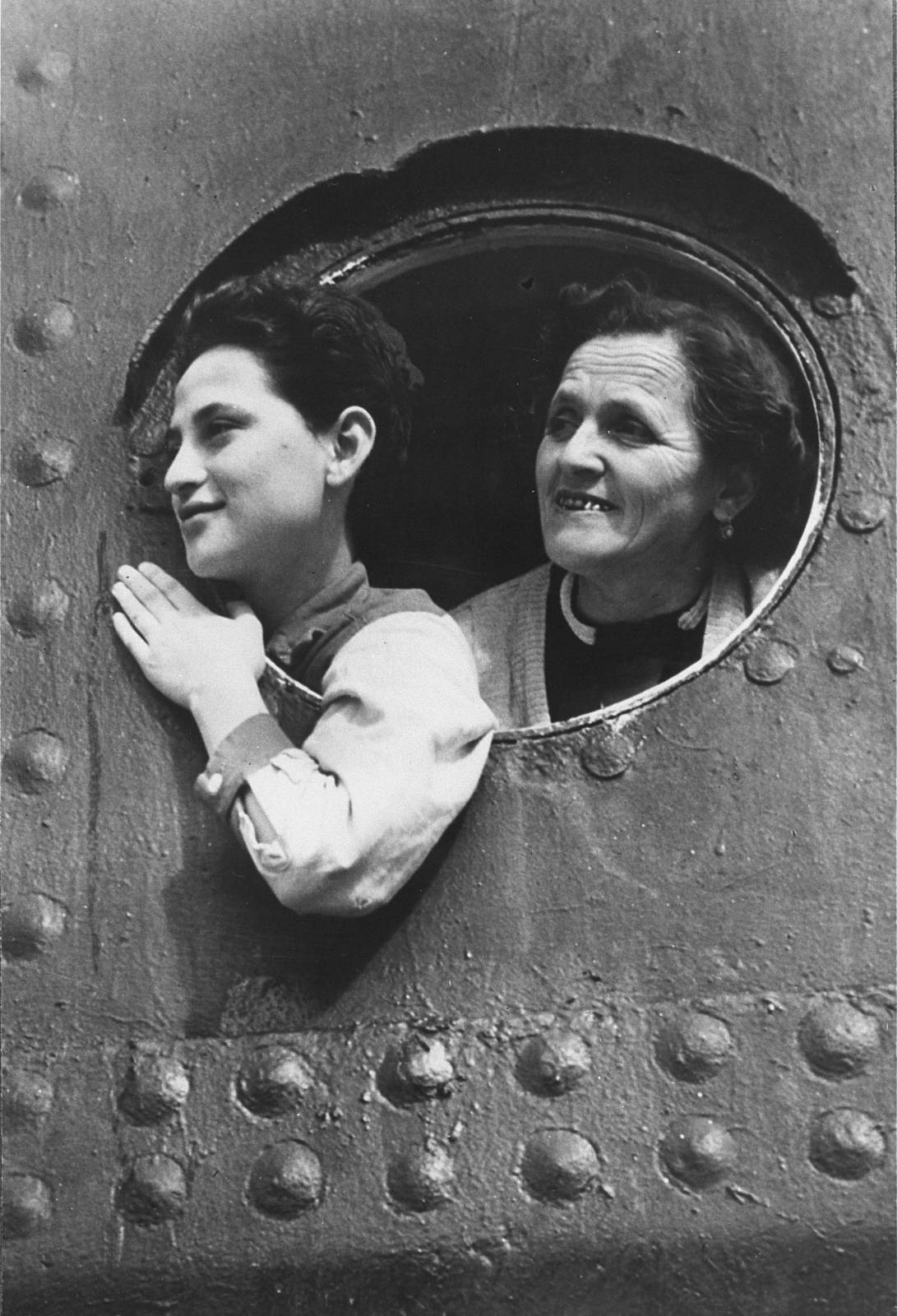
Єврейські біженці на борту «Сент-Луїса»

13 травня 1939 року «Сент-Луїс» вирушив із Гамбурга на Кубу з 930 єврейськими біженцями на борту. Капітан судна Густав Шредер ще перед початком плавання зібрав понад 200 членів команди і попередив їх про те, що вони повинні поводитися з біженцями гідно — так само, як з будь-якими іншими пасажирами звичайного круїзного рейсу. Не всі члени команди розділяли погляди капітана, але Шредер був налаштований негативно до нацистів. Після поневірянь та принижень, що випали на їхню долю, пасажири «Сент-Луїса» опинилися в несподівано комфортних умовах.
Але під час подорожі як з Гамбурзького пароплавства, так і з Куби стали приходити тривожні телеграми суперечливого змісту, загальний зміст яких полягав у тому, що висадити пасажирів на Кубі, очевидно, не вдасться. Напередодні прибуття в Гавану Шредер отримав телеграму від кубинського представника пароплавства, в якій містилася вимога, щоб «Сент-Луїс» не підходив до причалу, а став на рейді порту Гавани.

### Стоянка на Кубі
27 травня 1939 року «Сент-Луїс» кинув якір на гаванському рейді. Жоден із пасажирів не отримав дозволу зійти на берег. Тривожні настрої серед біженців наростали, і, не витримавши невідомості, один із пасажирів розкрив собі вени і кинувся за борт. Його врятували та відвезли на кареті швидкої допомоги; за іронією долі ця людина стала однією з небагатьох біженців, кому згодом вдалося залишитися на Кубі: шестеро пасажирів «Сент-Луїса» не були євреями і вирушили на Кубу у своїх справах, ще 22 пасажири єврейського походження мали при собі діючі кубинські візи (видані не шахраєм) та паспорти.
Корабель простояв на рейді 4 дні. Протягом цього часу відбувалися інтенсивні переговори, у яких брали участь президент Брю, Бенітес, кубинський уряд, представники пароплавства та американського Джойнта. Суми, яку вимагала кубинська влада за надання пасажирам «Сент-Луїса» можливості зійти на берег (близько півмільйона доларів), у розпорядженні «Джойнта» не було. Президент не хотів йти на поступки і врешті-решт перервав переговори.
1 червня 1939 року капітан «Сент-Луїса» отримав наказ залишити територіальні води Куби, інакше б корабель атакували сили кубинського військового флоту. Аж до 6 червня «Сент-Луїс» кружляв поблизу кубинських берегів, сподіваючись на відміну рішення кубинського президента. Але цього не сталося. США, між тим, повідомили, що не перевищать імміграційну квоту. Капітан вирішив направити корабель назад до Гамбурга.
Формально як кубинська сторона, так і американська діяли юридично коректно, точно виконуючи прописані в цих країнах закони. Але, відмовляючи єврейським біженцям у прийомі, вони знали, що прирікають їх на загибель.

### Зворотний рейс

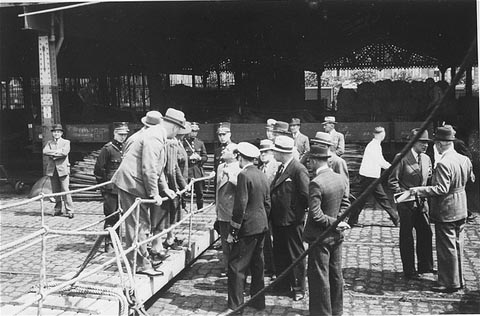
Густав Шредер веде переговори в порту Антверпена про отримання біженцями дозволу на в'їзд.

6 червня 1939 року «Сент-Луїс» вирушив у зворотний шлях. Ситуація на кораблі була напруженою: у людей від надії на нове вільне життя залишилося єдине бажання — уникнути негайної загибелі після повернення до Німеччини. Тільки в останній момент Джойнту таки вдалося домогтися, щоб пасажирам «Сент-Луїса» було дозволено зійти на берег в інших європейських країнах: 287 осіб погодилася прийняти Велика Британія, 224 — Франція, 214 — Бельгія та 181 — Голландія.
17 червня «Сент-Луїс» пришвартувався в Антверпені, де на берег зійшли ті, кого прийняли Бельгія та Голландія, потім корабель висадив пасажирів у Франції та Англії. Комусь із біженців вдалося оселитися у родичів чи друзів, більшість людей розмістили в таборах при спеціальних центрах допомоги, проживання в яких фінансувалося Джойнтом. 21 червня 1939 року «Сент-Луїс», висадивши всіх пасажирів, попрямував до порту приписки — Гамбурга.
У травні-червні 1940 року німецькі війська окупували країни Західної Європи і біженці з «Сент-Луїса» постраждали як і місцеві євреї. У результаті, за оцінками, з пасажирів «Сен-Луїс» Голокост і війну пережило лише близько 680 осіб — 288 із тих, хто висадився в Англії, і приблизно половина з тих, хто опинився в континентальній Європі.

### Пізніша кар'єра
Сент-Луїс був адаптований як плавуча казарма для розміщення німецьких військово-морських сил з 1940 по 1944 рік. Він був сильно пошкоджений під час бомбардувань союзників у Кілі 30 серпня 1944 року. Корабель був відремонтований і використовувався як корабель-готель у Гамбурзі в 1946 році. Він був проданий і утилізований у Бремергафені в 1952 році.

### відомі пасажири
- Арно Мотульскі (1923—2018) — медичний генетик[9]
- Фредерік Рейф (1927—2019), фізик Каліфорнійського університету в Берклі та Університету Карнегі-Меллона[10].

## Увічнення пам'яті
Після війни капітан Шредер був нагороджений Федеративною Республікою Німеччини орденом «За заслуги» . У 1993 році в ізраїльському Національному меморіалі Голокосту Яд ва-Шем Густав Шредер був посмертно удостоєний звання праведника народів світу за героїзм, виявлений при порятунку пасажирів Сент-Луїса.
У 1976 році вийшов британський художній фільм « Подорож проклятих», який докладно розповідає про ці події. Фільм знятий за однойменною книгою Гордона Томаса та Макса Морган-Віттса (1974).
У 2018 році прем'єр-міністр Канади Джастін Трюдо вибачився перед єврейським народом за те, що канадська влада відмовилася прийняти біженців на «Сент-Луїсі» в 1939 році.

## Подальша доля «Сент-Луїса»
Висадивши своїх пасажирів, капітан Густав Шредер направив судно до Гамбурга, де воно благополучно пережило майже всю Другу світову війну. Корабель був приписаний до німецького військово-морського флоту і 30 серпня 1944 поблизу міста Кіль він отримав сильні ушкодження від бомбардувань, що проводяться союзними військами. Згодом «Сент-Луїс» був відновлений і використовувався в Гамбурзі як плавучий готель аж до 1946 року. У 1952 році він був визнаний непридатним до подальшої експлуатації та переданий на знищення.